# Zickeritzer Busch
Koordinaten: 51° 38′ 27″ N, 11° 44′ 32″ O
Der Zickeritzer Busch ist ein Naturschutzgebiet in der Stadt Könnern im Salzlandkreis in Sachsen-Anhalt.
Das Naturschutzgebiet mit dem Kennzeichen NSG 0086 ist rund 33 Hektar groß. Es ist nahezu vollständig Bestandteil des FFH-Gebietes „Saaledurchbruch bei Rothenburg“ und größtenteils vom Landschaftsschutzgebiet „Saale“ umgeben. Das Gebiet steht seit dem 1. Mai 1961 unter Schutz (Datum der Verordnung: 30. März 1961). Zuständige untere Naturschutzbehörde ist der Salzlandkreis.
Das Naturschutzgebiet liegt westlich von Rothenburg im Naturpark Unteres Saaletal am linken Ufer der Saale im Bereich ihres Durchbruchstals. Es stellt einen bewaldeten, in östliche Richtungen exponierten Steilhang an der Saale mit einem Teil eines Seitentälchens am Saalberg unter Schutz.
Die Waldgesellschaften werden von Traubeneichen-Hainbuchenwald dominiert. Im Übergang zu den Ackerflächen auf den Plateauflächen stocken Gebüsche mit Feldulme sowie Liguster- und Schlehengebüschen. Daneben sind Robinien in den Zickeritzer Busch eingewandert.
In die Wälder sind Trockenrasen und Felsfluren eingestreut, die jedoch fast vollständig verbuscht sind. Die Reste der Rasengesellschaften werden von Traubengamander-Wimperperlgrasfluren, Federgras-Steppenrasen oder Fiederzwenkenrasen geprägt.
Das Naturschutzgebiet ist Lebensraum zahlreicher Brutvögel, darunter Habicht, Waldkauz, Hohltaube, Wendehals, Neuntöter und Grauammer.
Im Seitentälchen verläuft eine Landesstraße zwischen Brucke und Zickeritz durch das Naturschutzgebiet.